# Sevran - Livry (métro de Paris)
Pour les articles homonymes, voir Sevran-Livry.
Sevran - Livry est une future station de métro située à Sevran sur la ligne 16 du métro de Paris.
La station sera en correspondance avec le RER B.
La construction de la ligne 16 a été déclarée d'utilité publique le 28 décembre 2015.

## Caractéristiques
La station de la ligne 16 sera située face au bâtiment voyageurs de la gare de Sevran - Livry, avec les quais à une profondeur de 20 mètres. 
Elle aura deux accès :
- un accès principal vers les quais de la ligne 16, situé au centre de l’ilot formé par le plateau ferré et le canal de l’Ourcq, en lien direct avec la gare SNCF existant aujourd’hui (janvier 2014) ;
- au nord un accès secondaire qui sera aussi un nouvel accès au RER B. Cet accès secondaire est localisé dans le Parc des Sœurs, en extrême limite sud, le long de la rue d’Estienne d’Orves. Il prendra la forme d’un édicule qui intègrera principalement les escaliers fixes et mécaniques et les ascenseurs d’accès aux quais. Cet édicule pourra intégrer également des services, du stationnement vélo, et permettre l’accès depuis un point d’arrêt bus à proximité. Il aura une surface approximative de 250 m² au sol.

La station est conçue par l'architecte Jean-Marie Duthilleul.
Daniel Buren réalise l'œuvre de la station en tandem avec Jean-Marie Duthilleul. Il habille de rayures et de couleurs les verrières de la station.
La station comportera également sur ses quais huit fresques d'Ingrid Godon qui se situeront au-dessus des huit banquettes prévues.

## Construction
Les travaux préparatoires ont démarré en octobre 2016 et se sont achevés en décembre 2017.
La réalisation de la station est pilotée par le groupement Egis Rail / Tractebel. Les travaux de génie civil sont attribués à Salini Impregilo / NGE GC. La construction démarre début 2019 avec le génie civil. La livraison est prévue en 2026.
Après la réalisation des murs souterrains de la gare fin 2020, les compagnons du chantier ont été mobilisés autour d'une étape cruciale : le creusement de la gare et la construction de ses niveaux souterrains. Après plus d'un an de travaux et 56 000 m3 de terres excavés, les travaux de terrassement ont pris fin à l'été 2022.
Depuis, les opérations de génie civil se poursuivent dans la boîte gare afin de matérialiser ses volumes imaginés par l’architecte Jean-Marie Duthilleul. En parallèle, les travaux d'aménagement et d'équipement de la gare débutés en 2024 avancent en souterrain tandis qu’en surface la construction de l’émergence de la gare se poursuivra en 2025.